# 希爾斯伯勒 (密西西比州)
希爾斯伯勒（英語：Hillsboro）是位於美國密西西比州斯科特縣的普查規定居民點。

## 人口
根據2020年美國人口普查的數據，希爾斯伯勒的面積為23.72平方千米，當中陸地面積為23.67平方千米，而水域面積為0.05平方千米。當地共有人口1072人，而人口密度為每平方千米45.19人。